# Liste des présidents de l'assemblée comitale du Jász-Nagykun-Szolnok
Liste des présidents de l'assemblée comitale du comitat hongrois de Jász-Nagykun-Szolnok. Le siège de l'assemblée est Szolnok.

## Főispáns
De 1876 jusqu'à la réforme de l'organisation comitale de 1950, les comitats de Hongrie sont placés sous l'autorité d'un főispán (« comte-suprême » ou « préfet »), dont les actuels présidents de l'assemblée comitale sont les héritiers.

### Royaume de Hongrie
- 17 août 1876 - 15 décembre 1879 : Miklós Kiss ;
- 4 avril 1880 - novembre 1881 : József Batthyány ;
- 15 décembre 1881 - automne 1884 : Beniczky Ferenc ;
- 1884 - 1889 : Imre Balogh ;
- 1889 - 1892 : Sándor Újfalussy ;
- 29 octobre 1892 - automne 1898 : Géza Almásy ;
- 17 mai 1899 - 21 novembre 1905 : Gusztáv Lippich ;
- 21 novembre 1905 - 19 avril 1906 : Dr Gyula Lenk ;
- 12 mai 1906 - janvier 1910 : Dr Imre Almásy ;
- 16 mars 1910 - 21 novembre 1914 : Dr Szabolcs Horthy ;
- 1915 : György Szapáry ;
- 1917 : Dr István Kuszka.

### République démocratique hongroise
- 1918 : Ferenc Darvas.

### République des conseils de Hongrie
- 1918 : Ferenc Darvas.

### République de Hongrie
- automne 1919 - 21 juin 1920 : István Lippich.

### Royaume de Hongrie
- 1920 : Imre Egan ;
- 14 octobre 1920 - 17 février 1922 : István Lippich ;
- 4 mars 1922 - 30 novembre 1932 : Sándor Almásy ;
- 30 novembre 1932 - 1939 : György Borbély ;
- 13 mars 1939 - 27 octobre 1944 : Gáspár Urbán ;
- 1944 - 1945 : József Veres ;
- 9 février 1945 - automne 1945 : Endre Baráth ;
- 5 décembre 1945 - 5 novembre 1946 : Dr Kálmán Kovács.

### Deuxième République
- 5 décembre 1945 - 5 novembre 1946 : Dr Kálmán Kovács ;
- 24 novembre 1946 - 7 janvier 1949 : István Földi ;
- 23 janvier 1949 - 29 janvier 1950 : Dr Imre Juhász Zsuzsanna Gonda.

## Présidents de l'assemblée comitale

### République populaire de Hongrie
- 23 janvier 1949 - 29 janvier 1950 : Dr Imre Juhász Zsuzsanna Gonda ;
- 1950 - (?) : József Dancsi[1].

### Troisième République
- 1990 - 1994 : Lajos Boros (MDF) ;
- 1994 - 1998 : Imre Iváncsik (MSzP) ;
- 24 mai 1998 - 21 avril 2002 : Lajos Búsi (Fidesz-MPSz) ;
- 21 avril 2002 - 23 avril 2006 : István Tokár (MSzP) ;
- 23 avril 2006 - 25 avril 2010 : Andor Fejér (Fidesz-MPSz) ;
- 25 avril 2010 - en fonction : Dr Sándor Kovács (Fidesz-MPSz), réélu le 6 avril 2014.